# Институт исследования сердца и лёгких Общества Макса Планка
Институт исследования сердца и лёгких Общества Макса Планка (нем. Das Max-Planck-Institut für Herz- und Lungenforschung) — научно-исследовательское учреждение в Европейском Союзе.
Иное название — «Институт Керкхоффа» (нем. W.G. Kerckhoff-Institut). в Бад-Наухайме является исследовательским институтом Общества Макса Планка. 
С 1931 по 1972 год институт носил название «Институт исследований сердца Уильяма Керкхоффа» (нем. William G. Kerckhoff-Herzforschungsinstitut) в честь его основателя. После присоединения к Обществу Макса Планка в 1951 году названием института стало «Институт физиологических и клинических исследований Макса Планка» (нем. Max-Planck-Institut für Physiologische und Klinische Forschung) с 1972 по 2004 год.

## Концепция
Институт занимается исследованиями эмбрионального развития сердца, легких и сосудистой системы, а также процессами ремоделирования этих органов, особенно в контексте возможности лечения заболеваний. Методология института сосредоточена на молекулярной биологии, генной терапии и исследованиях стволовых клеток.

## История
Предшественником института был институт исследований сердца, основанный частным Фондом Уильяма Керкхоффа в 1931 году под руководством кардиолога Франца Грёделя. После смерти Грёделя институт был включен в Общество Макса Планка в 1951 году и переименован в «Институт физиологических и клинических исследований Макса Планка» в 1972 году. 
После выхода Эккарта Саймона на пенсию и ранней смерти Вернера Рисау в 1998 году Вольфганг Шапер был единственным директором института. В связи с его предстоящим выходом на пенсию Общество Макса Планка рассматривало возможность закрытия института. Однако затем было решено тематически переориентироваться, что было инициировано новым назначением Томаса Брауна и воссозданием Института исследований сердца и лёгких Общества Макса Планка. Научное расширение института завершилось назначением Вернера Зегера (2008 г.), Стефана Офферманна (2009 г.) и Дидье Стэнье (2012 г.).

## Исследовательские отделы
- Отдел I: Развитие и ремоделирование сердца (Томас Браун)
- Кафедра II: Фармакология (Штефан Офферманс)
- Раздел III: Генетика развития (Дидье Стэнье)
- Отделение IV: Развитие и ремоделирование легких (Вернер Зеегер)

### Младшие научные группы
- Лаборатория клеточной полярности и органогенеза под руководством Масанори Накаямы (Masanori Nakayama)
- Лаборатория ангиогенеза и метаболизма под руковоодством Майкла Потенте (Michael Potente)